# Peinture (Tête)
Pour les articles homonymes, voir Peinture.
Peinture (Tête) est un tableau réalisé par le peintre espagnol Joan Miró en 1927. Cette huile sur toile représente une tête extrêmement stylisée. Elle est conservée au sein de la collection Nahmad, à Monaco.

## Expositions
- Miró : La couleur de mes rêves, Grand Palais, Paris, 2018-2019 — n°35.